# Ctenomys opimus
Espèce
Statut de conservation UICN

 LC  : Préoccupation mineure
Ctenomys opimus est une espèce qui fait partie des rongeurs de la famille des Ctenomyidae. Comme les autres membres du genre Ctenomys, appelés localement des tuco-tucos, c'est un petit mammifère d'Amérique du Sud bâti pour creuser des terriers. On rencontre cette espèce en Argentine, Bolivie, Chili et au Pérou.
L'espèce a été décrite pour la première fois en 1948 par le zoologiste allemand Johann Andreas Wagner (1797-1861).

## Liste des sous-espèces
Selon Mammal Species of the World (version 3, 2005)  (15 avril 2013) :
- Ctenomys opimus luteolus
- Ctenomys opimus nigriceps
- Ctenomys opimus opimus